# Бараки (хутір)
Бараки — колишній хутір у Селищенській і Голишівській волостях Рівненського й Коростенського повітів Волинської губернії та Броницькій сільській раді Олевського й Городницького районів Коростенської, Волинської округ та Київської області.
27 січня 1921 року увійшов до складу Голишівської волості Коростенського повіту Волинської губернії. З 18 жовтня 1924 року числився у складі Броницької сільської ради Олевського району Коростенської округи. Від 21 січня 1926 року, разом із сільською радою, увійшов до складу Городницького району Коростенської округи.
Станом на 1 жовтня 1941 року знятий з обліку населених пунктів.